# Герман Вендланд
Герман Вендланд (нім. Hermann Wendland, 1825–1903) — німецький ботанік, садівник, директор ботанічного саду у Ганновері, син німецького ботаніка та садівника Генріха Лудольфа Вендланда (1791–1869) та внук німецького ботаніка, садівника та садового інспектора Йоганна Крістофа Вендланда (1755–1828).

## Біографія
Герман Вендланд народився неподалік від Ганновера 11 жовтня 1825 року.
Він став досвідченим садівником, навчаючись у Ботанічному саду Ґетінґена та у Королівських ботанічних садах в К'ю. Після смерті батька у 1870 році Вендланд став директором ботанічного саду у Ганновері. У 1856 та 1857 роках він подорожував по Центральній Америці, збираючи екземпляри для гербарію та живі рослини з родини Пальмові  та родини Cyclanthaceae. Після поїздки у Центральну Америку для збору рослин Вендланд зайнявся інтенсивними таксономічними дослідженнями пальм з усіх континентів, особливо тропічних районів Америки, Африки та Австралії.
Вендланд вперше приніс в культуру багато відомих сьогодні кімнатних рослин. До найвідоміших кімнатних рослин, які він вніс у культуру, належать Антуріум та Сенполія. Вендланд зробив значний внесок у ботаніку, описавши багато видів рослин.
Герман Вендланд помер 12 січня 1903 року.

## Наукова діяльність
Герман Вендланд спеціалізувався на насіннєвих рослинах.

## Наукові праці
- Die Königlichen Gärten zu Herrenhausen bei Hannover (Hannover 1852).
- Index palmarum, cyclanthearum, pandanearum, cycadearum, quae in hortis europaeis coluntur (Hannover 1854).

## Почесті
Рід рослин Wendlandiella був названий на його честь.